# Dvirkivchtchyna
Dvirkivchtchyna (en ukrainien : Двірківщина, en russe : Дворковщина, Dvorkovchtchina) est un village d'Ukraine localisé dans le Raïon de Iahotyn dans l'Oblast de Kiev. 
Il se situe à 130 km à l'est de la capitale. Iahotyn est le siège administratif d'un conseil de la communauté rurale locale (en ukrainien : сільрада, silrada) depuis 1984, contenant quatre villages dont Dvirkivchtchyna.
En 2015, le village recensait 134 habitants pour 0,684 km2, soit 16,8 % de moins qu'en 2000 où il était de 161. Un grand nombre de la population a quitté le village en 1986 à cause de la catastrophe nucléaire de Tchernobyl.
Le village a gagné en notoriété à l'aube des années 2000 comme lieu de naissance du footballeur et international ukrainien Andriy Chevtchenko, joueur légendaire du Dynamo Kiev, AC Milan et Chelsea. Il aura glané de nombreux trophées au cours de sa carrière dont une Ligue des Champions en 2003 et un Ballon d'Or en 2004.